# Diopatra madeirensis
Diopatra madeirensis är en ringmaskart som beskrevs av Langerhans 1880. Diopatra madeirensis ingår i släktet Diopatra och familjen Onuphidae. Inga underarter finns listade i Catalogue of Life.